# Walscheid
Walscheid ist eine französische Gemeinde mit 1467 Einwohnern (Stand 1. Januar 2022) im Département Moselle in der Region Grand Est (bis 2015 Lothringen). Sie gehört zum Arrondissement Sarrebourg-Château-Salins.

## Geografie
Walscheid liegt etwa elf Kilometer südöstlich von Sarrebourg in den Vogesen auf einer Höhe zwischen 294 und 983 m über dem Meeresspiegel; die mittlere Höhe beträgt 400 m. Das Gemeindegebiet umfasst 38,35 km².
Ortsteile von Walscheid sind Eigenthal (Eigental), Sitifort, Saint-Léon (Leonsberg), Netzenbach, Beimbach, Nonnenbourg (Nonnenburg) und Rothstein. Die Gemeinde liegt, bis auf den westlich gelegenen Ortsteil Eigenthal, knapp auf der deutschen Seite der ehemaligen deutsch-französischen Sprachgrenze.

## Geschichte
Der Ort wurde 880 erstmals als Walterescett erwähnt. Das Dorf war bis 1661 deutsch, dann kam dann zu Frankreich. Nach dem Deutsch-Französischen Krieg wurde es 1871 wieder deutsch. Ende des 19. Jahrhunderts war Walscheid noch ein rein deutschsprachiger Ort. Nach dem Ersten Weltkrieg und dem Versailler Vertrag kam der Ort 1919 wieder an die Französische Republik. In der Zeit von 1940 bis 1944 unterstand es wieder der deutschen Verwaltung und danach wieder der französischen.
Die Gegend gehörte den Grafen von Dagsburg. Auf dem Dürrenberg im heutigen Ortsteil Saint-Léon bauten sie ihre Burg Dürrenstein, in der am 21. Juni 1002 Bruno von Egisheim, der spätere Papst Leo IX. geboren wurde.

### Bevölkerungsentwicklung
| Jahr      | 1962 | 1968 | 1975 | 1982 | 1990 | 1999 | 2007 | 2019 |
| Einwohner | 1683 | 1709 | 1742 | 1676 | 1624 | 1621 | 1645 | 1499 |

## Sehenswürdigkeiten
- Kirche Mariä Himmelfahrt (Assomption-de-la-Bienheureuse-Vierge-Marie)
- Kapelle des Auferstandenen (Jésus-Ressuscité)
- Keuchhustenkapelle (chapelle de la coqueluvhe)
- Kapelle des Seniorenheims Saint-Christophe
- Kapelle Saint-Léon
- ehemalige Kapelle Saint-Léon
- ehemalige Kapelle St. Nikolaus

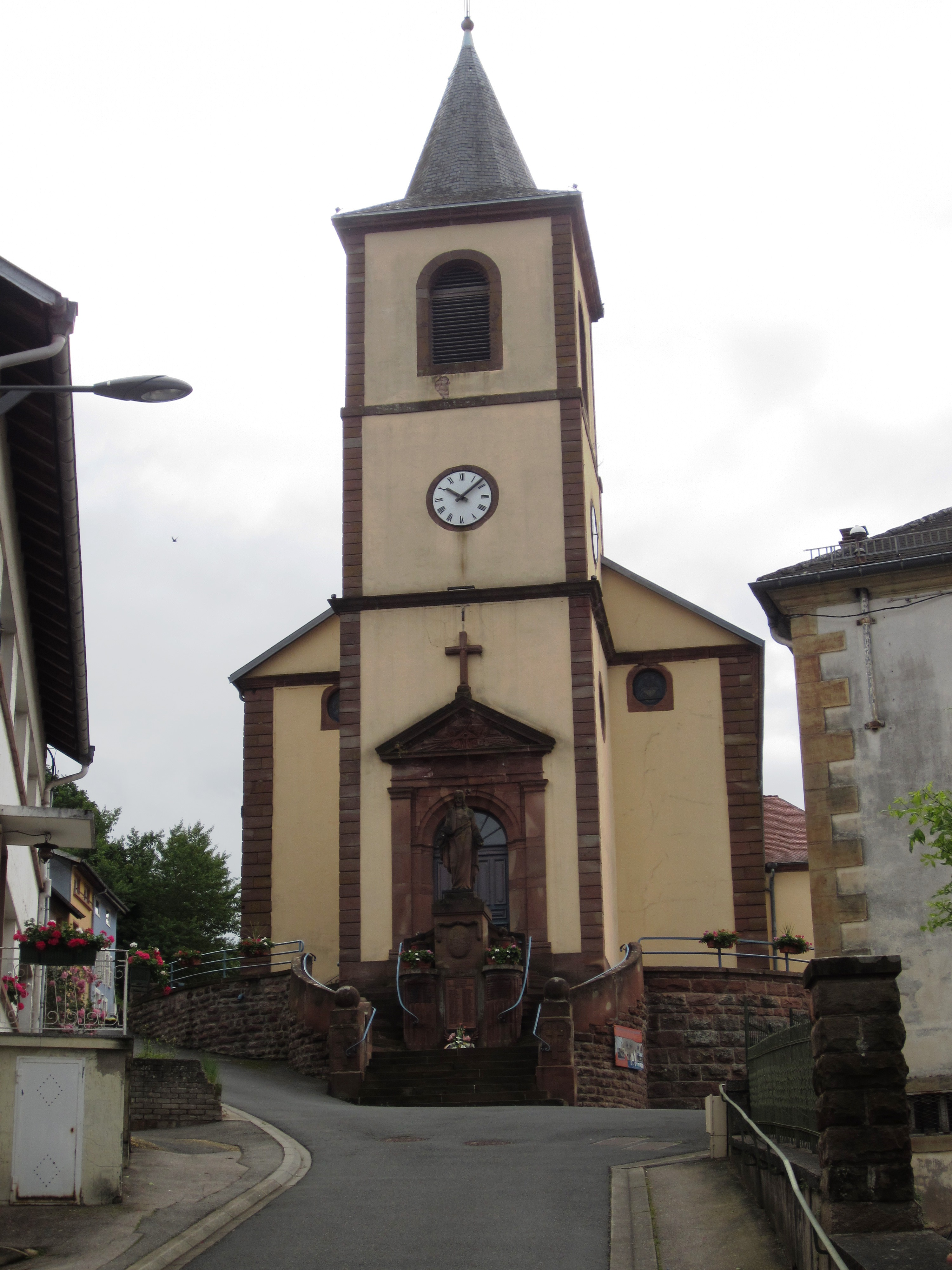
Kirche Mariä Himmelfahrt
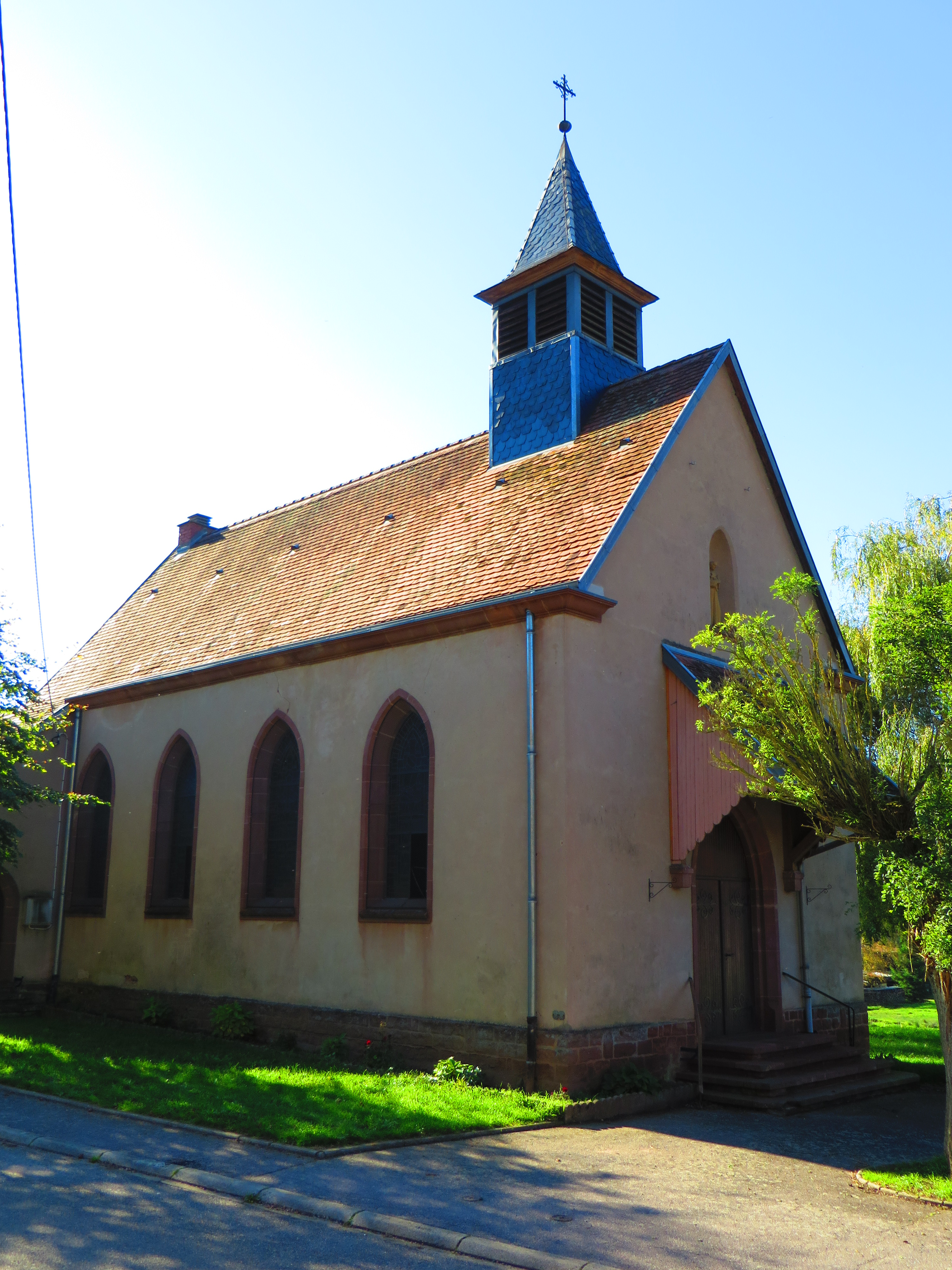
Kapelle Eigenthal
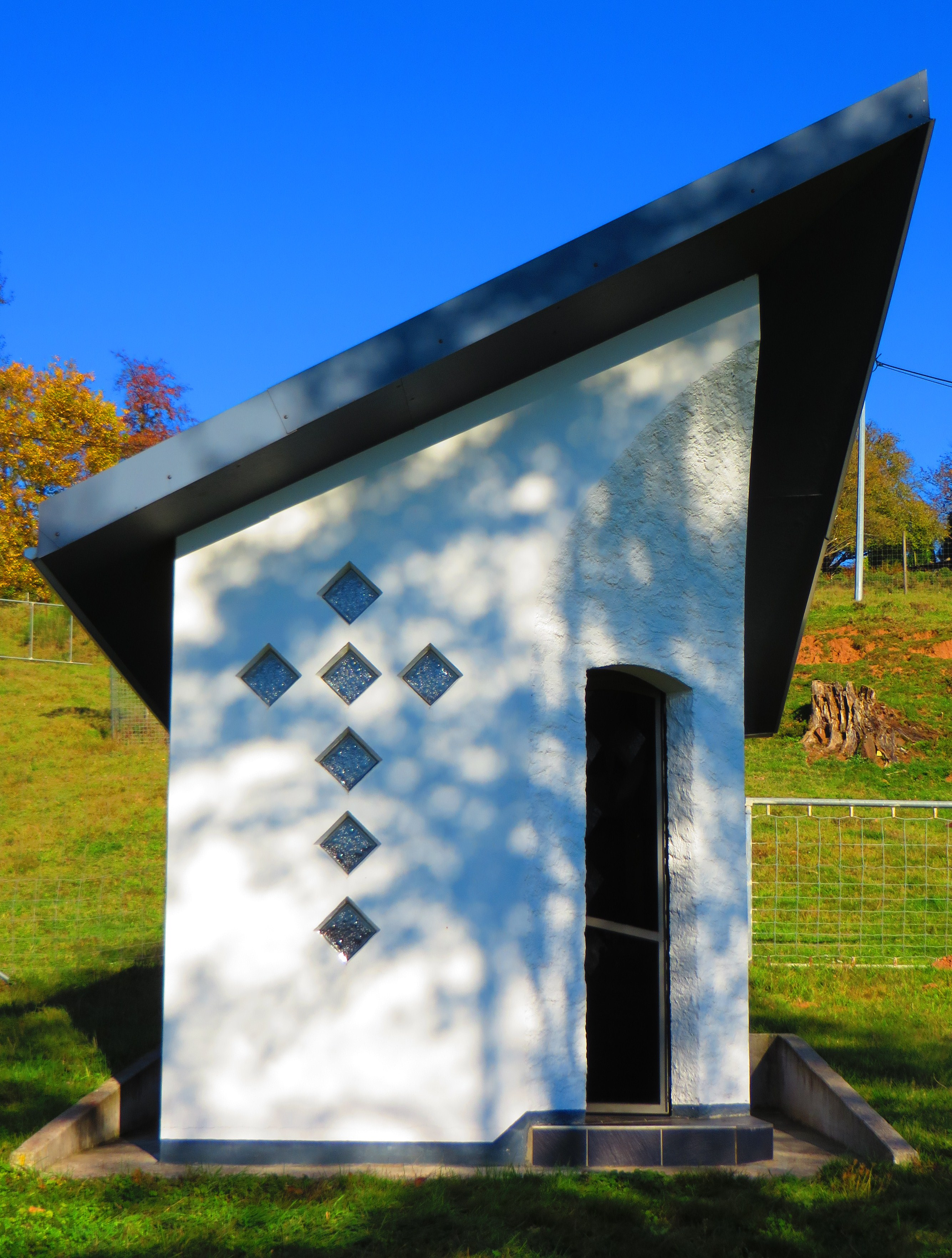
Kapelle des Auferstandenen
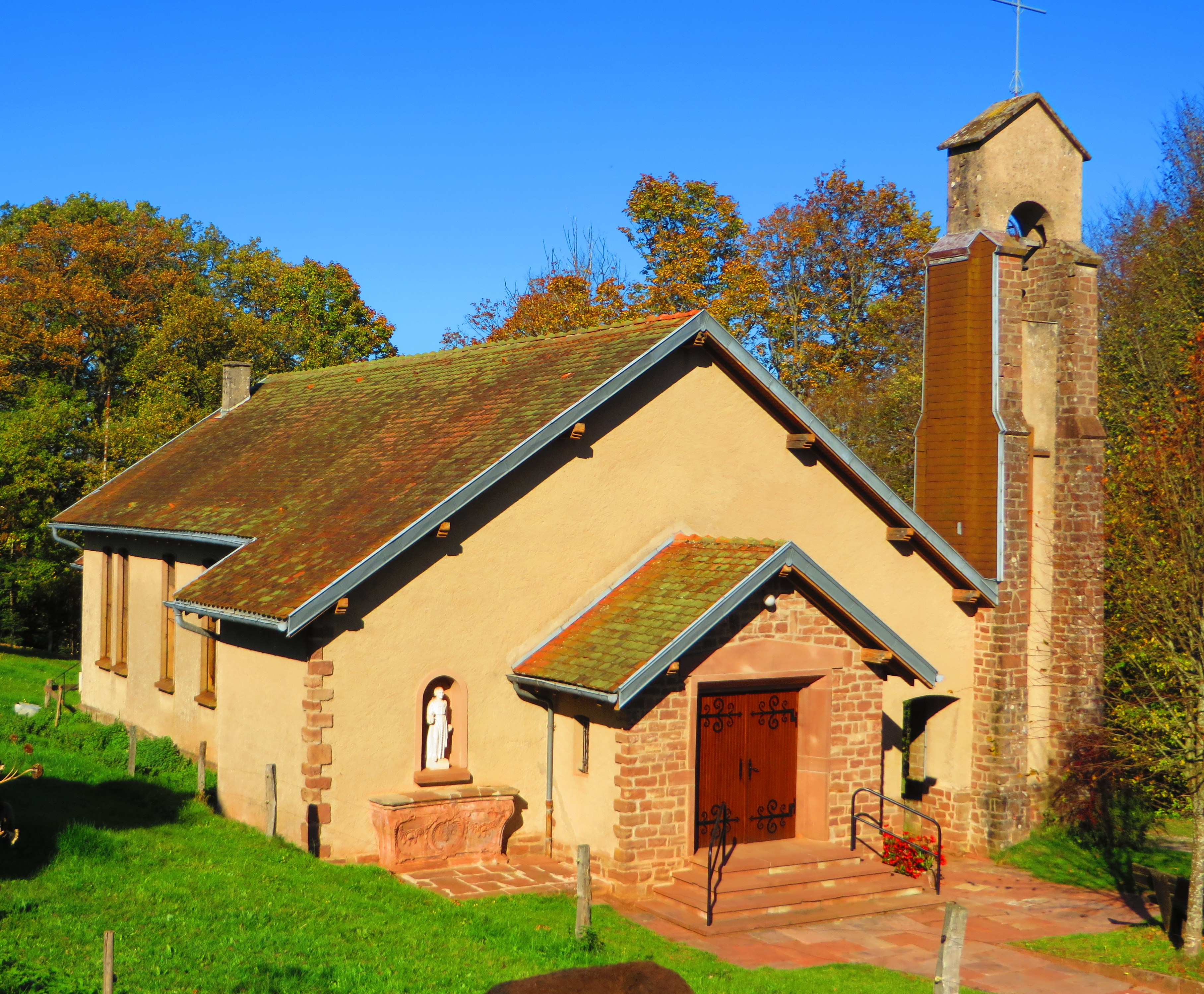
Kapelle Saint-Léon
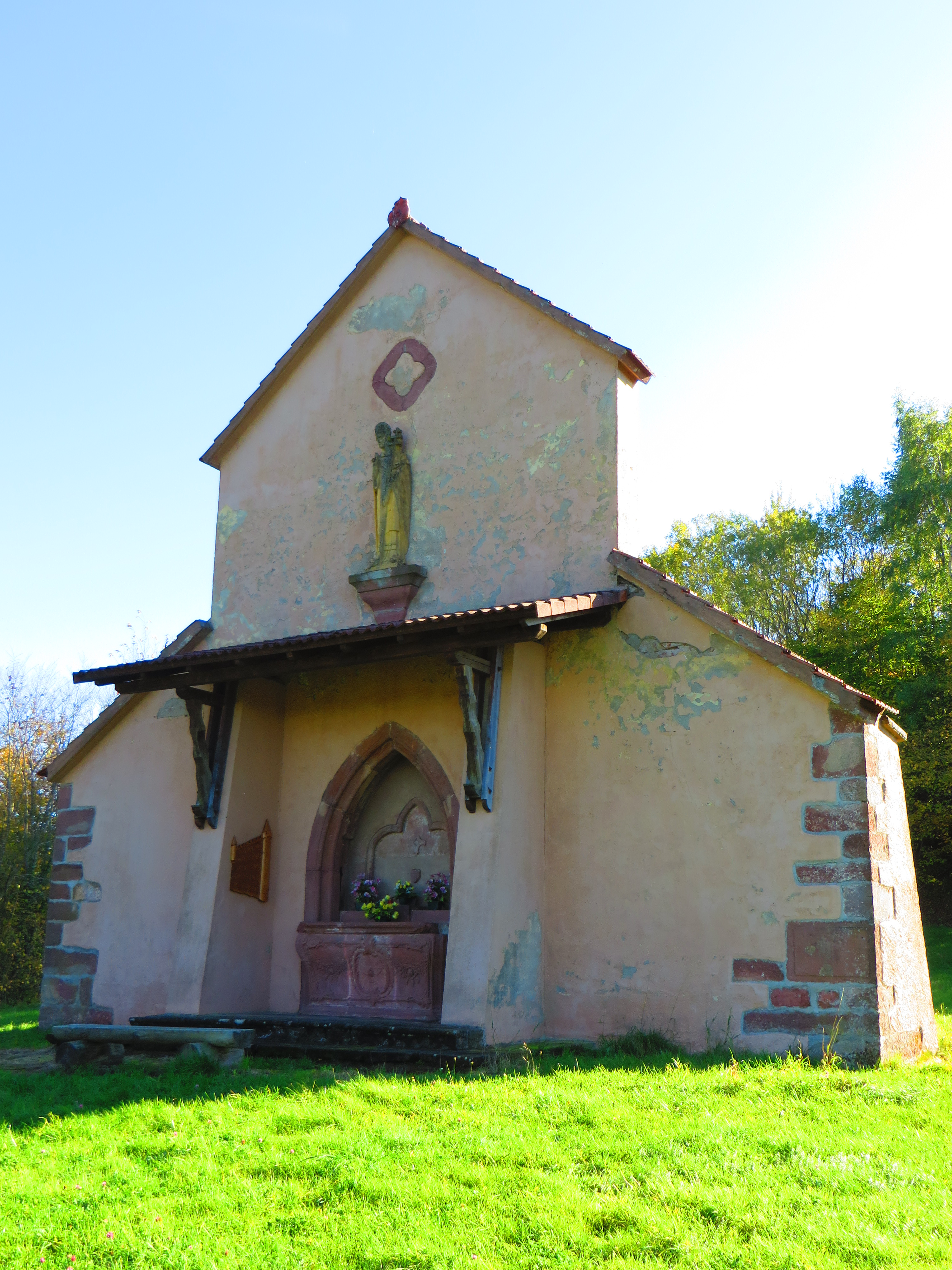
Ehemalige Kapelle Saint-Léon

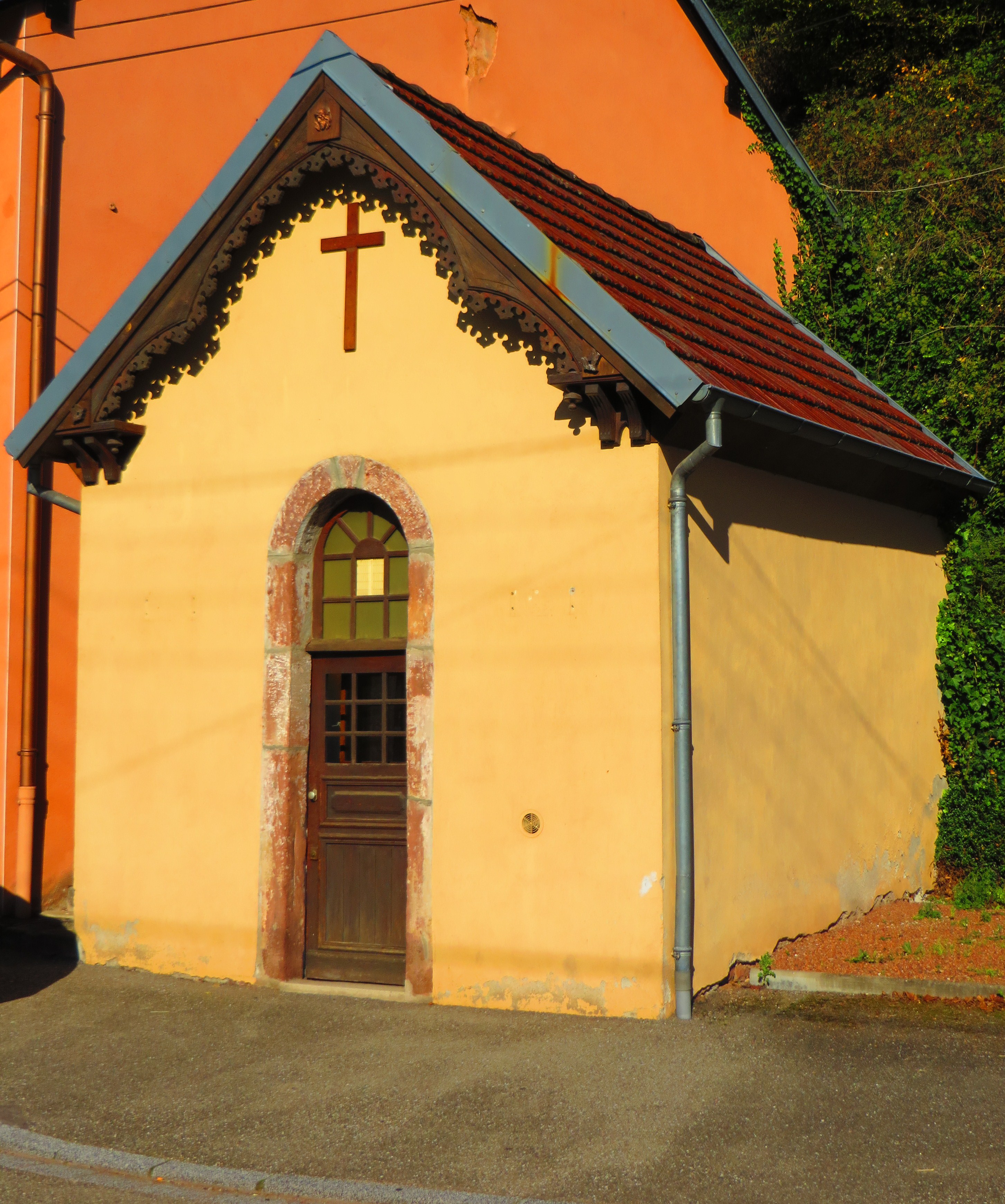
Keuchhustenkapelle
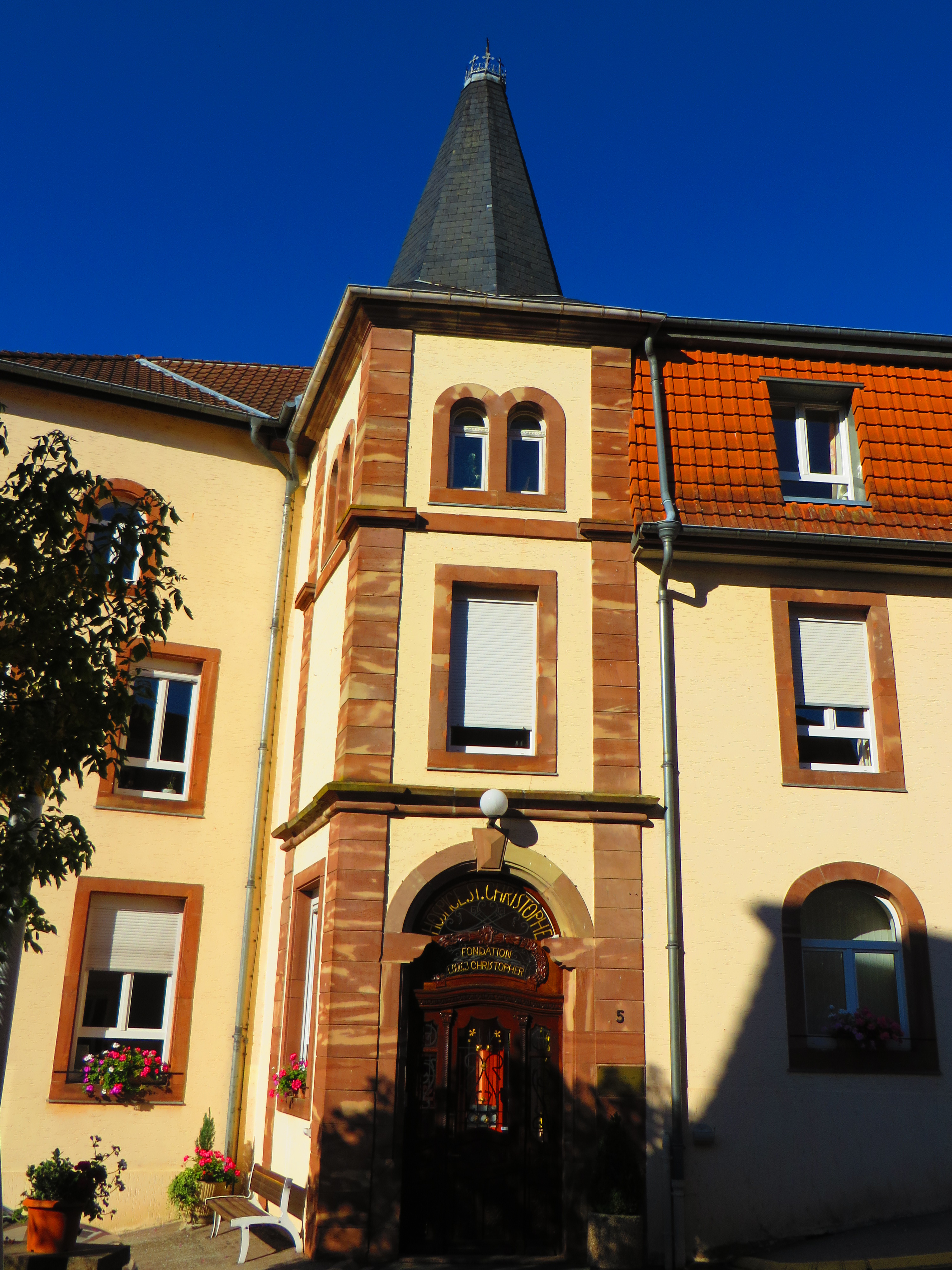
Kapelle des Seniorenheims Saint-Christophe
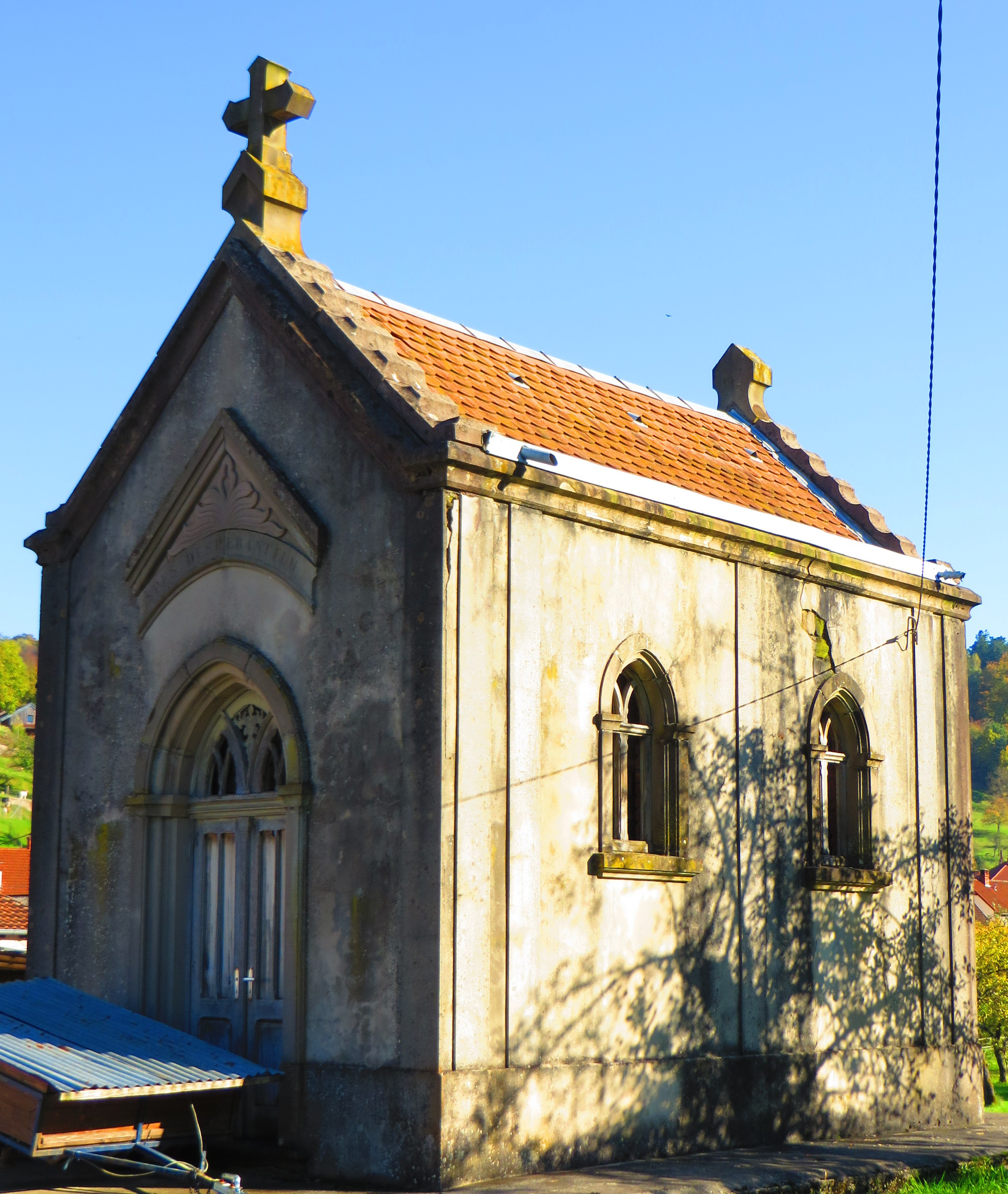
Kapelle St. Nikolaus
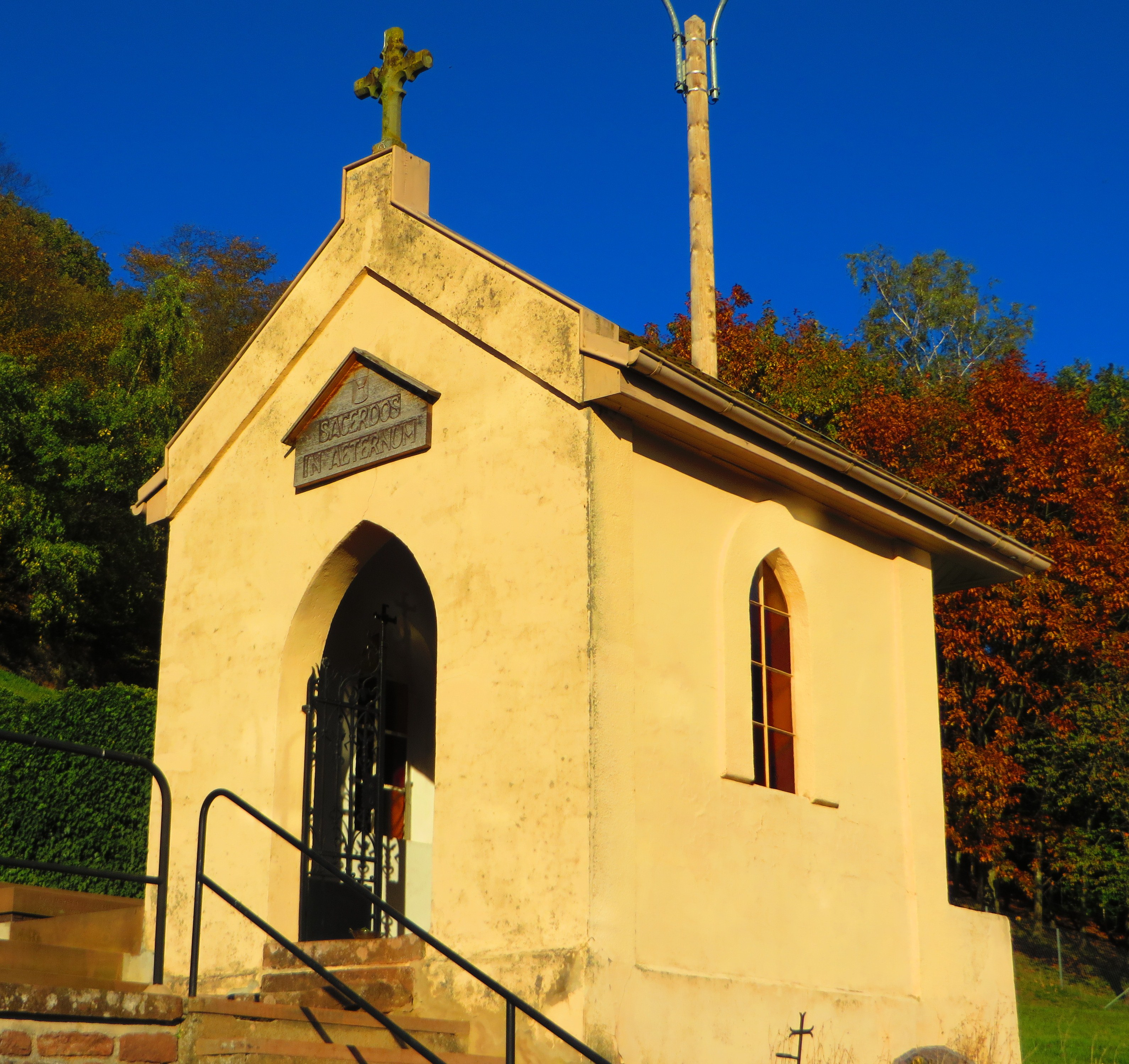
Friedhofskapelle
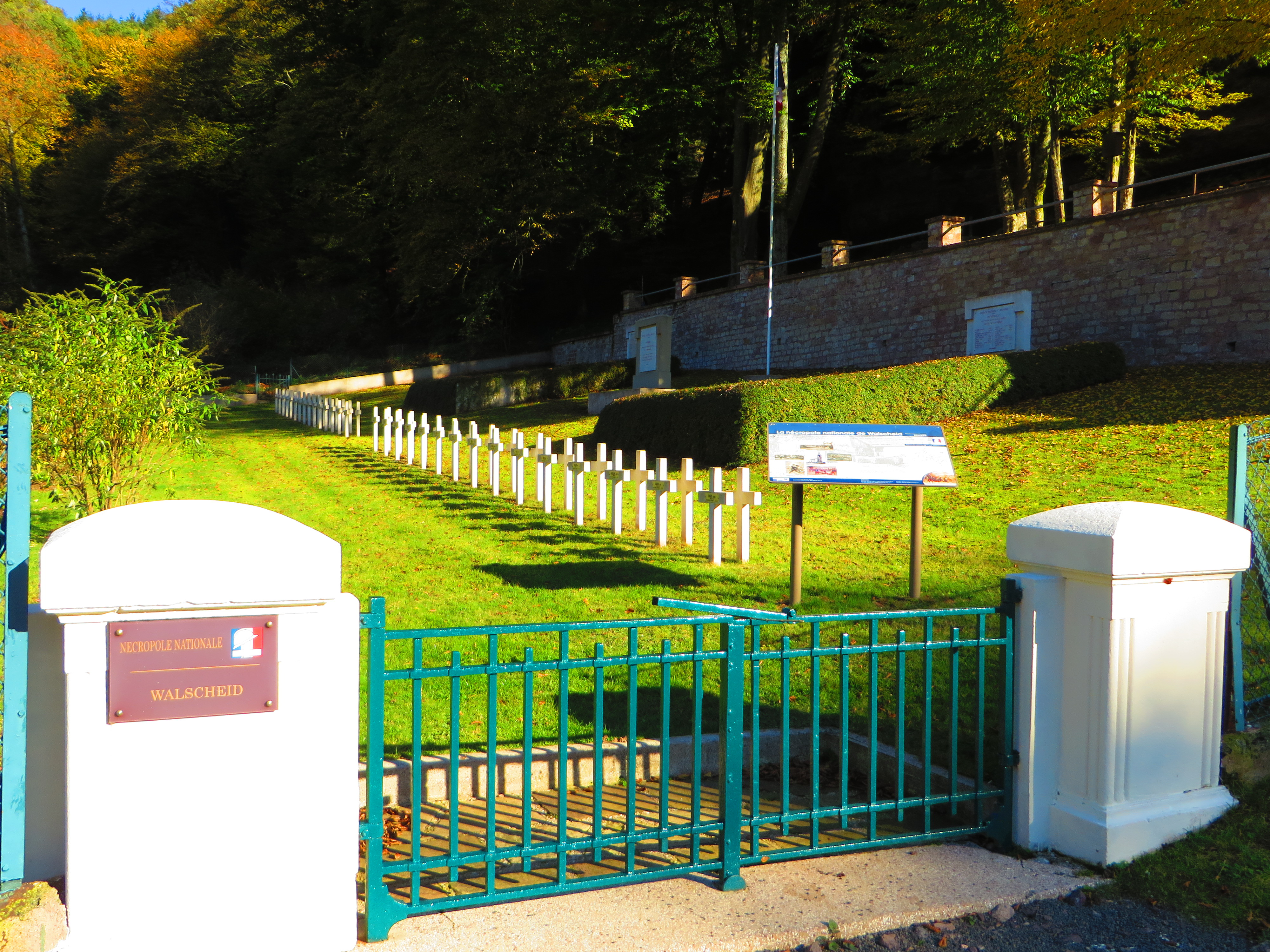
Französischer Soldatenfriedhof

## Persönlichkeiten
- Papst Leo IX. (1002–1054)
- Louis Meyer (1868–1939), Bürgermeister von Walscheid